# Молот (Новосибірська область)
Молот (рос. Молот) — селище у Коченевському районі Новосибірської області Російської Федерації.
Входить до складу муніципального утворення Кремльовська сільрада. Населення становить 248 осіб (2010).

## Історія
Згідно із законом від 2 червня 2004 року органом місцевого самоврядування є Кремльовська сільрада.

## Населення
| 2002 | 2007 | 2010 |
| ---- | ---- | ---- |
| 287  | ↘258 | ↘248 |